# 197-ма піхотна дивізія (Третій Рейх)
197-ма піхотна дивізія (Третій Рейх) (нім. 197. Infanterie-Division) — піхотна дивізія Вермахту за часів Другої світової війни.

## Історія
197-ма піхотна дивізія була сформована 1 грудня 1939 у Райхсгау Вартеланд під час 7-ї хвилі мобілізації Вермахту в XXI-му військовому окрузі.

## Райони бойових дій
- Німеччина (грудень 1939 — травень 1940);
- Франція (травень — липень 1940);
- Нідерланди (липень 1940 — січень 1941);
- Німеччина (січень — червень 1941);
- СРСР (центральний напрямок) (червень 1941 — липень 1944).

## Командування

### Командири
- генерал-лейтенант Герман Меєр-Рабінген (нім. Hermann Meyer-Rabingen) (1 грудня 1939 — 31 березня 1942);
- генерал-майор, з 1 січня 1943 генерал-лейтенант Еренфрід Беге (нім. Ehrenfried Böge) (1 квітня 1942 — 4 листопада 1943);
- генерал-майор Ойген Весснер (нім. Eugen Wößner) (4 листопада 1943 — 13 березня 1944);
- оберст Ганс Гане (нім. Hans Hahne) (14 березня — 24 червня 1944)[1].